# فلورین براتو
فلورین براتو (انگلیسی: Florin Bratu؛ زادهٔ ۲ ژانویهٔ ۱۹۸۰) بازیکن فوتبال اهل رومانی است.
از باشگاه‌هایی که در آن بازی کرده‌است می‌توان به باشگاه فوتبال گالاتاسرای، باشگاه فوتبال لیتکس لووچ، باشگاه فوتبال والنسین، باشگاه فوتبال دینامو بخارست، باشگاه فوتبال راپید بخارست، و باشگاه فوتبال نانت اشاره کرد.
وی همچنین در تیم ملی فوتبال رومانی بازی کرده‌است.